# Incident du 15 mars
L'Incident du 15 mars (三・一五事件, San ichi-go jiken) est une opération de répression du gouvernement japonais sur les socialistes et les communistes en 1928. Parmi ceux qui ont été arrêtés lors de l'incident se trouvait l'économiste marxiste Hajime Kawakami.

## Contexte
Bien que le parti communiste japonais a été interdit et contraint à la clandestinité immédiatement après sa fondation en 1922, il  continue de se renforcer grâce au climat d'instabilité sociale et économique du Japon des années 1920. Lors des élections législatives japonaises de 1928, première du Japon avec le suffrage masculin universel, le parti communiste japonais est très visible pour son soutien à la légalité du socialisme et aux partis des travailleurs. Alarmé par les gains de ces partis dans la Diète du Japon, le gouvernement conservateur du premier ministre Giichi Tanaka (qui maintient sa majorité par seulement un siège) évoque les dispositions des Lois de Préservation de la Paix de 1925 et ordonne l'arrestation en masse des communistes connus et des sympathisants communistes suspectés. Les arrestations ont lieu dans l'ensemble du Japon, et 1 652 personnes sont appréhendées.

## Conséquences
Environ 500 des personnes arrêtées ont été poursuivies, dans une série de procès ouverts tenus par le tribunal du district de Tokyo du 15 juin 1932 au 2 juillet 1932. Ces procès publics ont été soigneusement mis en scène pour faire connaître le fonctionnement intérieur du parti communiste et de ses liens avec le mouvement ouvrier et d'autres partis politiques de gauche, le gouvernement a ordonné la dissolution du Parti des ouvriers et des paysans, du zen Nihon Musan Seinen Dōmei (Ligue prolétaire de la jeunesse du Japon) et du Nihon Rōdō Kumiai Hyōgikai (Conseil des syndicats japonais). Tous les accusés ont été jugés coupables et condamnés à de lourdes peines d'emprisonnement ; cependant, ceux qui sont revenus sur leur idéologie communiste ont été graciés ou ont eu des peines beaucoup plus réduites. C'était le début de la politique de tenkō conçue pour réintégrer d'anciens gauchistes dans la société traditionnelle. Peut-être plus important encore, à la suite de ces procès, le Premier ministre Tanaka a ajouté la disposition pour la peine de mort aux Lois de Préservation de la Paix déjà très draconiennes.
L'écrivain Takiji Kobayashi a immédiatement écrit Le 15 mars 1928 basé sur cet incident.

## Source de la traduction
- (en) Cet article est partiellement ou en totalité issu de l’article de Wikipédia en anglais intitulé « March 15 incident » (voir la liste des auteurs).